# Finlayson (Minnesota)
Finlayson – miasto w Stanach Zjednoczonych, w stanie Minnesota, w hrabstwie Pine.